# 巴伐利亞王位繼承戰爭
巴伐利亚王位继承战争（德語：Bayerischer Erbfolgekrieg）发生于1778年7月3日至1779年5月21日，是奥地利的哈布斯堡君主國与萨克森和普鲁士同盟之间，因维特尔斯巴赫家族绝嗣之后，就巴伐利亚选侯国的君权继承问题而产生的争端。哈布斯堡家族试图主政巴伐利亚，但遭到同盟的反对——他们更倾向于推举维特尔斯巴赫家族的另一个分支。双方都动员了大量军队，但战争中仅有的几次战斗都只是小规模冲突。然而，成千上万的士兵死于疾病和饥饿，为这场战争在普鲁士和萨克森赢得了马铃薯战争（Kartoffelkrieg）的谑称；而在哈布斯堡奥地利，它有时也被称为西梅李之乱（Zwetschgenrummel）。
1777年12月30日，马克西米利安·约瑟夫作为维特尔斯巴赫家族幼系的最后一位成员，因罹患天花而去世，没有留下任何子嗣。卡爾·特奧多爾是维特尔斯巴赫家族长系的后裔，拥有最亲密的血缘关系，但也没有正统的子嗣来继承他。因此，他的堂弟、茨韦布吕肯公爵卡尔·奥古斯特便成为了卡尔·特奥多尔的合法推定继承人。在巴伐利亚的南部边界之外，神圣罗马帝国皇帝约瑟夫二世则觊觎巴伐利亚领土，并于1765年迎娶了马克西米利安·约瑟夫的妹妹玛丽亚·約瑟法，以尽可能地延伸他的权利。他与继承人卡尔·特奥多尔达成的领土瓜分的协议，忽视了推定继承人卡尔·奥古斯特的任何主张。
在约瑟夫二世扩大其家族在中欧影响力的政策中，取得德意志领土是重要的组成部分。对腓特烈大帝而言，约瑟夫的主张威胁到了普鲁士在德意志政治上的主导地位，但他犹豫于应该通过战争、外交或是贸易来维持现状。与约瑟夫二世共同执政的太后玛丽亚·特蕾西娅认为，任何围绕巴伐利亚选侯国的冲突都不值得流血；她与腓特烈都同意，没有任何理由采取敌对行动。尽管受到母亲反对，约瑟夫却不愿放弃他的主张。萨克森选帝侯弗里德里希·奥古斯特三世则希望帮助其妹夫卡尔·奥古斯特维护选侯国的领土完整，并且对哈布斯堡家族在他的南部和西部边界获得更多领土不感兴趣。卡尔·奥古斯特尽管不喜欢普鲁士——对方在此前两次战争中都是萨克森的敌人，但他还是寻求了乐于挑战哈布斯堡王朝的腓特烈的支持。法国也参与进来以维持势力均衡。最终，叶卡捷琳娜大帝威胁要派出五万俄军介入普鲁士一方，迫使约瑟夫重新考虑他的立场。在叶卡捷琳娜的协助下，他与腓特烈通过1779年5月13日签订的《特申和约》，协商解决了巴伐利亚王位继承问题。
部分历史学家认为，巴伐利亚王位继承战争是最后一场老派的旧制度内阁战争；在这种战争中，军队在不断调遣，而外交官则在各国首都之间奔波来解决君主的不满。随后的法国大革命战争和拿破仑战争与此在范畴、战略、组织和战术上都有所不同。

## 背景
1713年，神圣罗马帝国皇帝卡尔六世建立了一个继承顺序体系，使他自己女儿的顺位优先于其已故长兄约瑟夫一世的女儿。为了捍卫哈布斯堡王朝的传承，他强迫、哄骗并说服了欧洲诸侯接受《国事诏书》。在这份诏书中，诸侯承认他的任何一个婚生女儿为合法的波希米亚、匈牙利和克罗地亚女王，以及奥地利女大公，从而打破了父系制度中的长子继承制传统。
在过去三个世纪的大部分时间里，神圣罗马皇帝都是从哈布斯堡王朝选出来的。卡尔六世将其长女玛丽亚·特蕾西娅许配予洛林的弗朗索瓦。弗朗索瓦放弃了靠近法国的洛林公国，以换取靠近奥地利的托斯卡纳大公国，使自己在最终的皇帝选举中成为更有力的候选人。在名义上，各邦君主以及最重要的德意志诸侯都接受了国事诏书，并认可弗朗索瓦希望成为后任皇帝的想法。但有两个关键的例外是巴伐利亚公国和萨克森公国，它们拥有重要的选举人票，可能反对甚至阻挠弗朗茨的当选。当卡尔六世于1740年去世后，玛丽亚·特蕾西娅不得不致力于为其家族在波希米亚、匈牙利和克罗地亚的权利而战，以及为她丈夫在选举神圣罗马皇帝时面临的竞争而战。

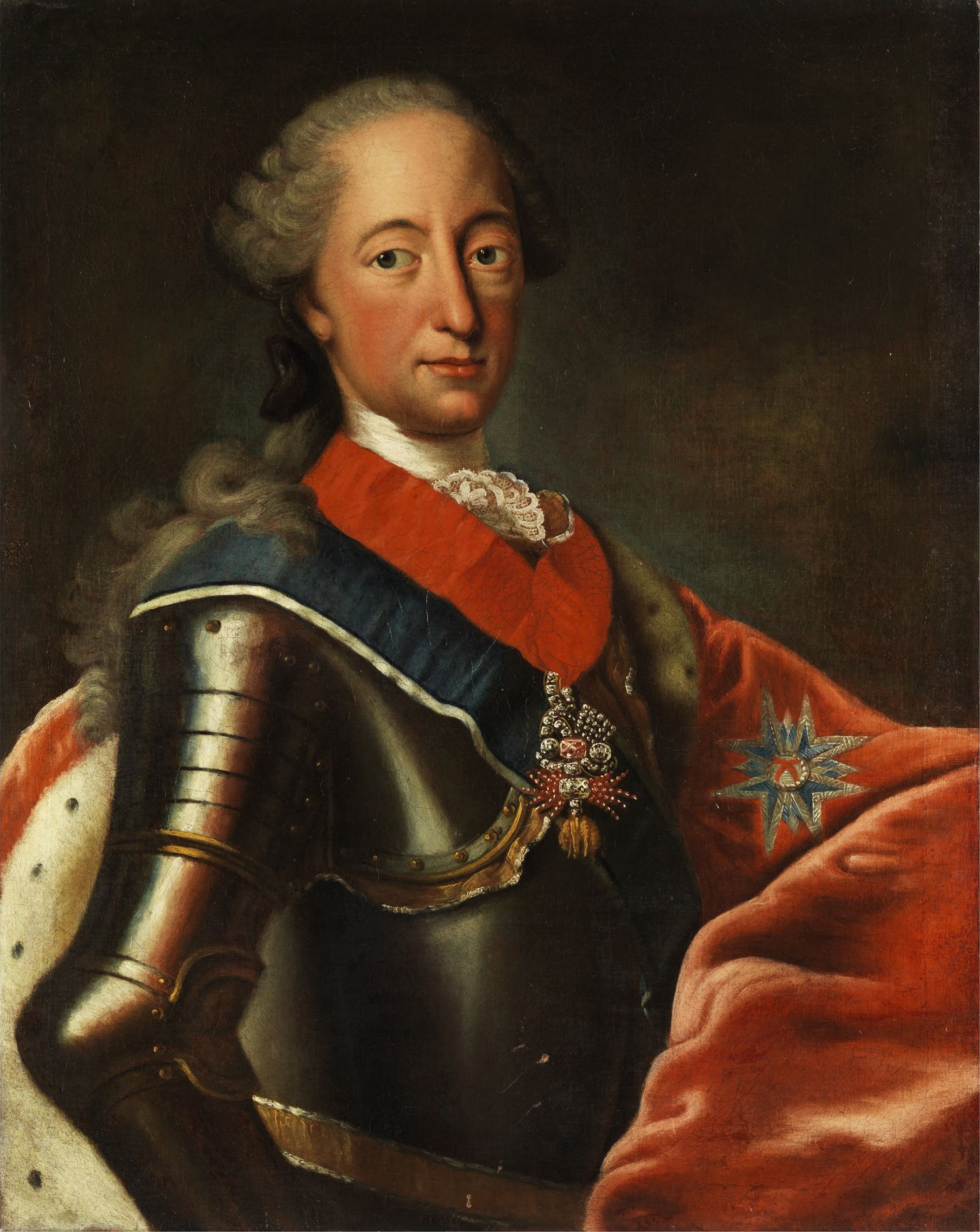
巴伐利亚公爵及选帝侯马克斯·约瑟夫

巴伐利亚的卡尔公爵作为另一位选帝侯，宣称哈布斯堡王朝的德意志领土属于约瑟夫一世的女婿，并进一步声明自己是卡尔六世的合法继承人。卡尔表示，如果要由女性继承，那么他的家族应该享有优先权：其妻子瑪麗亞·艾瑪莉亞正是约瑟夫一世的女儿。卡尔六世及其前任约瑟夫一世死时都没有儿子。卡尔建议，合法继承权应授予约瑟夫的女性孩子，而不是胞弟卡尔六世的女儿。出于不同的原因，普鲁士、法国、西班牙和波兰-萨克森君主国均支持巴伐利亚的卡尔对哈布斯堡王朝领土和帝国头衔的主张，并背弃了《国事诏书》。
巴伐利亚的卡尔需要军事援助才能以武力夺取帝国头衔，并为此签署了《宁芬堡条约》（1741年7月）。在随后的奥地利王位继承战争中，他成功地占领了布拉格，并在那里加冕为波希米亚国王。他还入侵上奥地利，计划占领维也纳，但外交上的紧急情况使他的计划变得复杂。他的法国盟友将军队重新调入波希米亚，在那里，普鲁士新王腓特烈大帝利用奥地利和巴伐利亚的混乱吞并了西里西亚。
卡尔的军事选项随着法国人的离去而被迫放弃。他采取了一项新计划：颠覆帝国选举。他将格拉茨伯国以低价售予普鲁士来换取腓特烈的选举人票。卡尔的胞弟，巴伐利亚的克莱门斯·奥古斯特作为当时的科隆总主教-选帝侯，也在帝国选举中投票支持卡尔，并于1742年2月12日在法兰克福举行的传统仪式上亲自为他加冕为卡尔七世。然而就在翌日，卡尔七世的巴伐利亚都城慕尼黑便向奥地利投降，以避免遭到玛丽亚·特蕾西娅的军队抢掠。在接下来的几周内，后者的兵力蔓延至卡尔七世的大部分领土，他们占领了巴伐利亚，并禁止卡尔七世进入他的世袭领地和波希米亚。
卡尔七世在位三年的大部分时间都居住在法兰克福，而玛丽亚·特蕾西娅则忙于在波希米亚和匈牙利与普鲁士争夺她的祖产。腓特烈无法为卡尔七世保住波希米亚，但他成功地将奥地利人赶出了巴伐利亚。在短暂统治的最后三个月里，饱受痛风折磨的卡尔回到慕尼黑，并于1745年1月在那里去世。他的儿子马克西米利安三世·约瑟夫（亦称马克斯·约瑟夫）继承了父亲在选举中的尊严，但没有继承他的帝国野心。通过1745年4月22日签署的《菲森和约》，马克斯·约瑟夫答应在即将举行的帝国选举中投票给玛丽亚·特蕾西娅的丈夫——洛林的弗朗索瓦。他还同时承认了《国事诏书》。作为回报，其家族的选举地位和领土得以归还。对于他的臣民而言，他的妥协结束了长达五年的战争，并迎来了和平和相对繁荣的时代；这一繁荣时代始于他父亲于1745年去世，至1777年他自己去世而终结。

## 竞争者

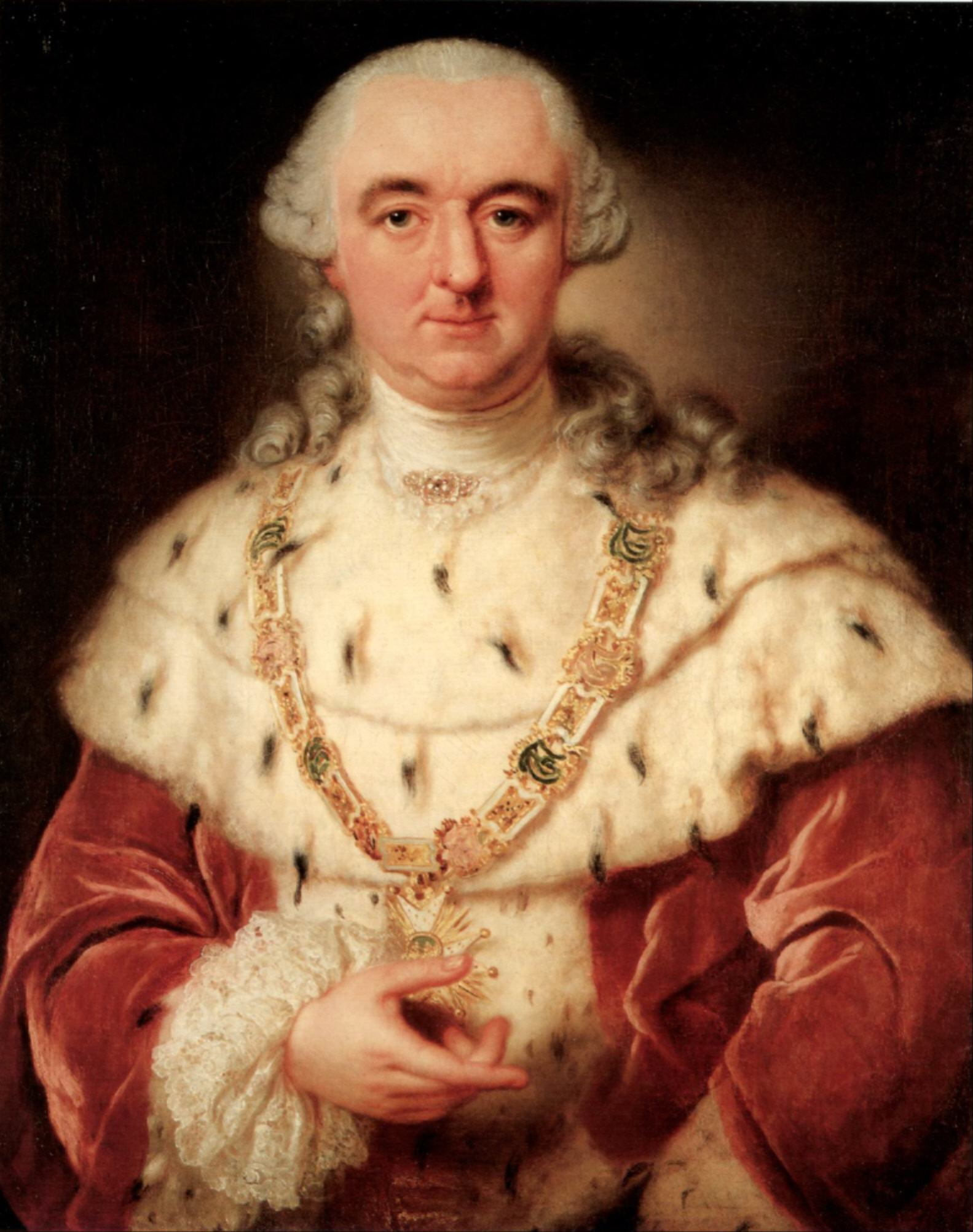
卡尔四世·特奥多尔

作为巴伐利亚公爵，马克斯·约瑟夫是神圣罗马帝国在德意志地区的最大邦国之一的诸侯。作为选帝侯，他身居帝国最高地位，拥有广泛的法律、经济和司法权利。作为选举人，他是有资格从特定候选人中选出神圣罗马皇帝的人之一。他是一位神圣罗马皇帝（卡尔七世）的儿子，也是另一位神圣罗马皇帝（约瑟夫一世）的外孙。当他于1777年12月30日因罹患天花而去世时，并没有留下任何子女来继承他，而几个野心勃勃的人却准备将他的遗产瓜分殆尽。

### 继承者
维特尔斯巴赫家族的苏尔茨巴赫分支继承了巴伐利亚公国。在这方面，时年55岁的于利希-贝格公爵卡尔·特奥多尔具有第一继承权。遗憾的是，他已然是普法尔茨选侯。根据1648年《威斯特法伦和约》的条款规定，卡尔·特奥多尔必须先将普法尔茨选举权让予自己的继承人，然后才能要求巴伐利亚的选举权。但他并不急于这样做，尽管巴伐利亚更大且更重要。他更喜欢住在普法尔茨，那里气候宜人，社会环境融洽。他资助艺术，并在其都城曼海姆发展了一系列的剧院和博物馆，这使他的臣民付出了巨大的代价。卡尔·特奥多尔还曾在自己众多的宫殿之一接待了伏尔泰。在到访期间，他曾引诱伏尔泰的秘书、佛罗伦萨贵族科西莫·亚历山德罗·科里尼为自己工作，这在启蒙运动的一些圈子里被视为是一场政变。托马斯·卡莱尔指出卡尔·特奥多尔是一个“游手好闲的可怜人，纯粹以自我为中心、虚情假意、涉猎浅薄；沉沦于戏剧，（以及）私生子”。与他相识的法国外交大臣韦尔热讷更有力地描述了卡尔·特奥多尔的缺点:
尽管天生聪明，但他[卡尔·特奥多尔]从未成功地独自统治过国家；他一直是由他的大臣或他的告解神父或（偶尔）由女选侯[他的正室妻子]统治的。此举加剧了他天生的软弱和冷漠，以致在很长一段时间里，他除了那些被其随从激发出来的想法之外，没有别的见解。这种懒惰在他的灵魂中所留下的空虚，被狩猎、音乐和秘密私通的乐趣所填满了，为此，这位选帝侯陛下对它们一直都怀有特殊的嗜好。
选侯夫人为他诞下一子，很快便夭折，但卡尔·特奥多尔却对秘密私通有着“特别癖好”——其中大多数是被他授予女伯爵地位的法国女演员，并生育了几个孩子。到马克斯·约瑟夫去世时，他已经为各侧室生育的七位儿子确立了婚生地位，并且正考虑再确立多两位。有了这些子嗣，尽管卡尔·特奥多尔当然希望获得更多的领土，但他需要的是可以通过立遗嘱而留下的土地，而不是受法定继承人之限制、只能传给婚生子女的领土。

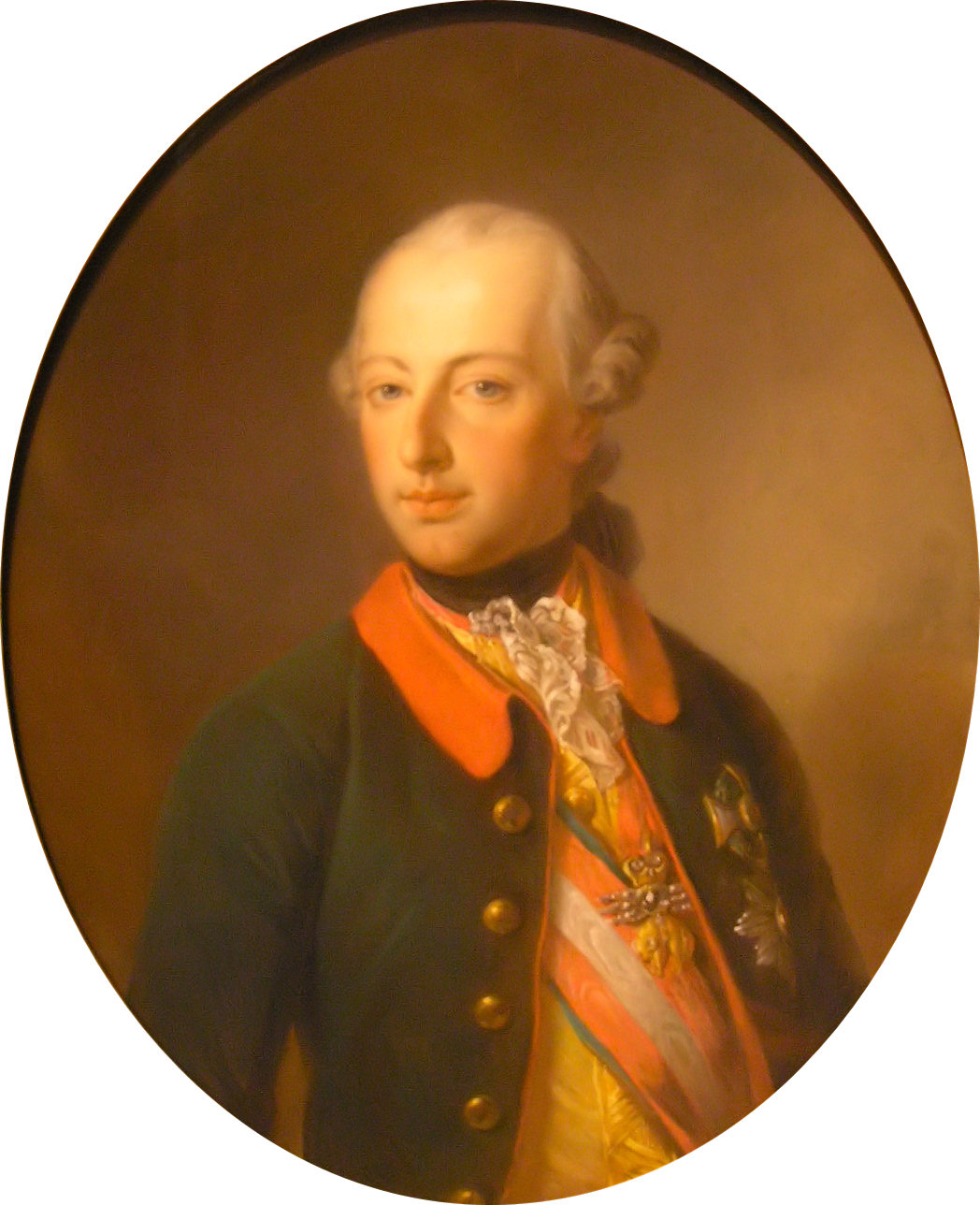
约瑟夫，奥地利大公、波希米亞國王

### 交易者
作为奥地利大公、以及与其母亲——玛丽亚·特蕾西娅太后共治的罗马-德意志国王，约瑟夫对巴伐利亚垂涎已久。他认为，奥地利王位继承战争表明，哈布斯堡-洛林家族亟需在神圣罗马帝国的德意志疆土扩大势力范围。若做不到这一点，家族就不能指望他们选出的男性候选人成为皇帝，也不能指望毫无争议的继承波希米亚、匈牙利和克罗地亚的哈布斯堡领地。在约瑟夫成年后的大部分时间里，他都在致力于加强家族在德意志各邦的影响力。对他而言，这意味着要获得德意志的土地（经济上通常比较发达），而不是哈布斯堡帝国东部地区的土地——即便像布科维纳这样的战略要地。
1765年，约瑟夫迎娶了马克斯·约瑟夫的妹妹玛丽亚·约瑟法，希望能为自己的子嗣争取巴伐利亚选侯。经过两年不幸的婚姻，玛丽亚·约瑟法去世，没有生育。因此当马克斯·约瑟夫于十年后去世时，约瑟夫只能通过1425年西吉斯蒙德皇帝对哈布斯堡家族作出的一项古老且成疑的授权，向下巴伐利亚提出微弱的法律主张。约瑟夫知道这样做的法律依据不足，于是在马克斯·约瑟夫死后不久，他与卡尔·特奥多尔达成了一项秘密协议。在这项于1778年1月3日签署的协议中，卡尔·特奥多尔将下巴伐利亚割让予奥地利，以换取对剩余公国的无争议继承权。卡尔·特奥多尔还希望从约瑟夫那里获得奥属尼德兰的一些未支配领土以及前奥地利的部分领土，以便可将此作为遗产留给他的私生子们，但这并未写进协议，约瑟夫也不是一个特别慷慨的人。此外，该协议完全忽视了卡尔·特奥多尔自己的推定继承人——普法尔茨-茨韦布吕肯-比肯费尔德家族的卡尔二世·奥古斯特的利益。卡尔·奥古斯特是卡尔·特奥多尔的领地和头衔的推定继承人。他对巴伐利亚公国的处置，尤其是领土完整，有着明确而直接的兴趣。

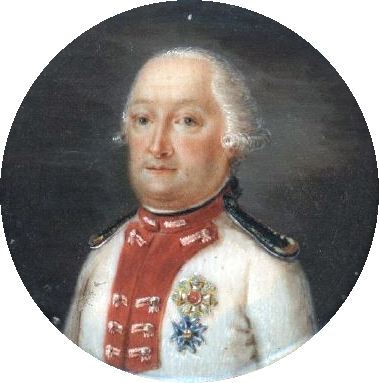
茨韦布吕肯公爵卡尔二世·奥古斯特

### 推定继承者
在卡尔·特奥多尔和约瑟夫不知情之下，一位寡妇（历史学家尚无法确定是哪位寡妇）与普鲁士展开了秘密谈判，以确保卡尔二世·奥古斯特（卡尔·奥古斯特）的最终继承。一些历史学家认为，这位积极谈判者是马克斯·约瑟夫的遗孀——萨克森的玛丽亚·安娜。另一些人则认为是马克斯·约瑟夫的胞妹，来自巴伐利亚的玛丽亚·安东妮亚，她同时也是卡尔·奥古斯特的岳母和时任萨克森选侯的母亲。恩内斯特·亨德森（Ernest Henderson）甚至坚信，她是参与此事的“众多维特尔斯巴赫派系中唯一具有男子气概的人”。
卡尔·奥古斯特并非约瑟夫的崇拜者。年轻时，他曾希望牵手约瑟夫的胞妹——玛丽亚·艾玛莉亚女大公。后者本来很乐于接受他，但约瑟夫及其母亲则坚持要她嫁给出身显赫的帕尔马公爵。失望之余，卡尔二世·奥古斯特于1774年8月迎娶了萨克森的玛丽亚·阿玛莉；她是萨克森选侯弗里德里希·克里斯蒂安及其夫人玛丽亚·安东妮亚（即马克斯·约瑟夫之胞妹）的女儿。而早在1769年，当权的萨克森选帝侯弗里德里希·奥古斯特三世便已经与卡尔·奥古斯特的胞妹结为连理。卡尔·奥古斯特有时也会被称为（茨韦布吕肯或双桥公爵的法文称谓），作为法国人的从属，从理论上他可以依靠法国支持其主张。但是，由于他与萨克森选侯国的亲密关系，其岳母和妹夫都更想确保玛丽亚·阿玛莉的丈夫得到他应得的遗产。

## 外交

### 利益集团
腓特烈大帝的首相——芬克公爵卡尔·威廉认为，奥地利人在巴伐利亚的任何收购都将改变神圣罗马帝国的权力平衡，从而削弱普鲁士的影响力。普鲁士最近取得的成就来之不易：三十年前，腓特烈在西里西亚和波希米亚进行了旷日持久的战争，最终吞并了西里西亚的大部分地区；而此时，在他的领导下，随着经济和社会的现代化，普鲁士正崛起为世界强国。在西里西亚战争和七年战争中，腓特烈重新赢得了法国、俄国、英国（不列颠）和奥地利等欧洲列强对其王国军事和外交实力的尊重，尽管有些勉强。为了保护普鲁士的地位和领土，芬克和腓特烈与萨克森选侯国建立了联盟，表面上是为了捍卫茨韦布吕肯公爵卡尔二世·奥古斯特的权利。
尽管法国同样有意维持其在德意志各邦的影响力，但它面临着双重问题。一方面，作为英国北美殖民地革命者的支持方，法国希望避免与欧洲大陆开战；它在北美对英国人造成的伤害比在欧洲更大。另一方面，1756年的外交革命与法国反对哈布斯堡王朝的外交政策背道而驰——两百年来，法国在与哈布斯堡奥地利和西班牙的多次战争中获得了巨大的领土收益。这一政策于1756年的逆转将法国在欧洲的外交政策与维也纳捆绑在了一起，虽然后者能给法国带来更大的权势和影响力，但也可能削弱法国与其他列强如英国、俄罗斯和普鲁士的外交策略。尽管进行了这种结构调整，但凡尔赛宫的法国朝廷以及全法上下仍普遍存在着强烈的反奥情绪。在许多法国人看来，当时的王太子路易与奥地利女大公玛丽·安托瓦内特的共主邦联是不对等的政治联姻。它公然违背了法国长达200年、核心原则是“敌视哈布斯堡王朝”的外交政策。早在1756年结盟之前，法国外交大臣韦尔热讷伯爵便对奥地利人怀有深厚的敌意。他不赞成法国传统纽带的转变，并认为奥地利人不可信。因此在1778年，他设法使法国免除了对奥地利的直接军事义务。
- 韦尔热讷，法国外交大臣
- 腓特烈二世（大帝），布蘭登堡選侯
- 叶卡捷琳娜二世（大帝），俄罗斯女皇
- 弗里德里希·奥古斯特四世，萨克森选帝侯

### 局势升温
1778年1月3日，即马克斯·约瑟夫去世四天后，公爵侍从宣布卡尔·特奥多尔继位。龙骑兵们敲锣打鼓穿梭在慕尼黑的大街小巷，并高呼“我们的选侯卡尔·特奥多尔万岁”。根据1月3日约瑟夫和卡尔·特奥多尔之间的协议，由15000人组成的奥地利军队占领明德尔海姆，最终获得了比授予约瑟夫更多的领土。梦想重建勃艮第王朝的卡尔·特奥多尔意识到，约瑟夫并没有认真考虑用巴伐利亚、甚至是巴伐利亚的局部，来交换整个奥属尼德兰。充其量，他可能会获得后者当中的一部分——也许是埃诺或海尔德、卢森堡、林堡，也可能是前奥地利的各种分散财产——当中大部分都位于德意志西南部；但约瑟夫绝不会让出任何面积可观的领土，当然也绝不会让出任何具有战略军事或商业价值的领土。
当卡尔·特奥多尔的勃艮第复兴梦想破灭时，约瑟夫继续他的进程，吞并了巴伐利亚的部分地区。一位寡妇——马克斯·约瑟夫的遗孀或是其妹妹或是两者兼有，代表卡尔二世·奥古斯特向普鲁士请愿。腓特烈派往推定继承人的使节说服了这位被轻视的亲王向雷根斯堡的帝国议会提出抗议。约瑟夫的军队仍留在巴伐利亚的部分地区，甚至在施特劳宾建立了奥地利政府，从而引发外交危机。奥地利对巴伐利亚的占领是卡尔·奥古斯特的拥护者腓特烈所不能接受的。普鲁士军队在普鲁士与波希米亚的边界附近动员起来，这让人想起了1740年的入侵——那次入侵危及了玛丽亚·特蕾西娅对哈布斯堡王朝世袭土地的继承。与此同时，法国设法逃避了对奥地利的外交义务，他们告诉约瑟夫，巴黎方面不会支持对普鲁士的战争。英国是普鲁士最强大的盟友，此时正陷入北美战争的泥潭中，但普鲁士的军队已经从七年战争中恢复元气，腓特烈并没有要求任何帮助。普鲁士的另一个盟友——与卡尔·奥古斯特有着双重姻亲的萨克森，则已为对抗奥地利做好了战略准备，并准备派遣2万军队。而远在圣彼得堡观望的叶卡捷琳娜二世，虽然愿意为俄罗斯帝国扫荡战利品，但不想卷入另一场代价高昂的欧洲冲突。
在四个月的时间里，谈判代表们频繁穿梭于维也纳和柏林、德累斯顿和雷根斯堡、以及茨韦布吕肯、慕尼黑和曼海姆之间。至1778年初春，奥地利和普鲁士动员的军队规模已是七年战争期间的数倍之多，双方的对抗有可能引发另一场全欧洲范围的战争。

## 行动
由于其他君主显然不会默许巴伐利亚分治的“事实”，约瑟夫及其外交大臣——考尼茨的安东遂搜遍哈布斯堡范围内的兵力，并在波希米亚、摩拉维亚和奥属西里西亚集结了六百门炮和由18－19万人组成的奥地利军队。这相当于奥地利二十万兵力中的大多数，使得哈布斯堡王朝在与奥斯曼帝国接壤的大部分边境地区都防御空虚。1778年4月6日，腓特烈在普鲁士与波希米亚交界的奈瑟、施韦德尼茨和格拉茨伯国附近组建了他的八万军队，这是腓特烈在1741年以支持查理七世为交换条件，从维特尔斯巴赫家族手中获得的。在格拉茨，腓特烈完成了入侵的准备工作：他收集补给物资，安排了行军路线，调校火器并对士兵进行了操练。他的胞弟海因里希亲王则在萨克森北部和西部组建了一支由7.5万至10万人构成的第二军。4月，腓特烈和约瑟夫正式加入各自的军队作战，宣告了外交谈判的破裂。
1778年7月上旬，普鲁士步兵中将约翰·雅各布·冯·文施率领数百人越界进入了波希米亚的设防城镇纳霍德附近。当地的守军由骑兵上尉、弗里德里希·约瑟夫·冯·瑙恩多夫指挥，其麾下只有50名骠骑兵。尽管在数量上的胜算不大，瑙恩多夫还是出动迎战文施。当他人数不多的部队来到文施面前，他像朋友一样欢迎和招待普鲁士人；直至后者意识到骠骑兵的忠诚时，瑙恩多夫和他的小分队已经占了上风。文施旋即退兵；翌日，诺恩多夫获晋升为少校。玛丽亚·特蕾西娅皇后在给儿子的一封信中写道:“他们说你对瑙恩多夫这个从卡尔施塔特或匈牙利来的新手非常满意，于是你赏赐了他12达克特。”

### 入侵
在文施与瑙恩多夫交战的几天后，腓特烈也进入了波希米亚。他的八万军队占领了纳霍德，但没有继续前进。哈布斯堡军队驻扎在易北河的高地上，名义上由约瑟夫、实际上由弗朗茨·莫里茨·冯·拉西伯爵指挥。拉西曾于七年战争期间在道恩元帅手下服役，并深谙后者的用兵之道。他在最易防守的位置上组建了奥地利军队：以耶梅尔为中心，三重堡垒线沿河向西南方向延伸15公里，到达柯尼希格列茨。奥地利人还用他们的六百门火器加强了这条防线。
当哈布斯堡的主力部队在易北河与腓特烈对峙时，由恩斯特·吉迪恩·冯·劳东男爵率领的一支小部队也把守着从萨克森和劳希茨进入波希米亚的隘口。劳东是另一位身经百战、小心谨慎的指挥官，拥有丰富的战场经验，但即便是他也无法完全覆盖如此漫长的边境。就在腓特烈进入波希米亚后不久，身为杰出的战略家的海因里希亲王便绕过劳东的部队，从海斯巴赫进入波希米亚。为了避免被包围，劳东撤出了伊泽河，但到了8月中旬，奥地利的主力部队仍有被海因里希从左翼包围的危险。在中部和右侧，他们面对的是由腓特烈指挥的一支训练有素的军队；腓特烈堪称当时最优秀的战术将领，他在上一次战争中曾战胜法国和奥地利，这令守军感到担心。

这张20世纪捷克共和国的略图包含了18世纪波希米亚的大部分地区。约瑟夫寡不敌众，几近被围困；但腓特烈选择不开战，因为约瑟夫处于易北河高地上的有利位置

尽管主力部队仍然固守在易北河上方的高地，但约瑟夫还是鼓励他们袭击普鲁士军队。1778年8月7日，无畏的“新手”——此时已是少校的瑙恩多夫，率领其所在军团的两个中队，在格拉茨伯国的比伯多夫突袭了普鲁士的一支护送队。护送队令人意外地投降了，瑙恩多夫就此俘获他们的军官、110名随行人员、476匹马、240辆面粉马车和13辆运输马车。这类行动是整个战争的特征。由于没有重大战役，这场战争由一系列的突袭和反突袭组成；在此期间，敌对双方都驻扎在乡下，并试图阻止对方获得补给物资和饲料。士兵们后来表示，他们花在寻找食物上的时间甚至比战斗的时间还多。
在战役季节，军队留在他们的营地，而人和马匹则吃空了所有的食物和草料，然后在方圆数英里内觅食。海因里希亲王致信他的长兄，建议他们在8月22日之前完成行动；他估计到那时，用于供应其手下和马匹的当地粮食和饲料都将用尽。腓特烈对此表示同意，他制定了横越易北河、从后方接近奥地利军队的计划；然而，当他仔细研究了约瑟夫的堑壕后，便愈发觉得这次征战已经失败了。即便他与海因里希同时对柯尼希格列茨高地发动进攻，这样的计划也会使海因里希暴露在劳东的侧翼攻击之下。正面和背面的协同攻击也不太可能成功。就算这样做，普鲁士的损失也是无法接受的，并且会破坏其军队抵抗其他入侵者的能力。在腓特烈看来，俄国人和瑞典人总是随时准备利用普鲁士人的弱点钻空子，而法国人也不可能与他们保持距离。对腓特烈而言，这是一个不值得冒的险。尽管意识到这一点，四支军队——两支奥地利和两支普鲁士军队，仍一直原地驻扎到九月，尽其所能地消耗这个国家的资源。
奥地利人通过他们在柯尼希格列茨的有利高度，频繁炮击驻扎在他们下方的普鲁士军队。就在医生为腓特烈放血的同一天，奥地利的炮火愈轰愈烈，腓特烈只得骑马出去观察伤情。在此过程中，他的静脉破裂了。一名连队的医护人员为他包扎伤口，后来画家伯恩哈德·罗德描绘了这一事件。英国历史学家托马斯·卡莱尔在他的《腓特烈大帝的历史》一书中，讲述了腓特烈与一位克罗地亚神射手的故事。卡莱尔表示，正当腓特烈侦察时，这位国王遇到了正在瞄准他的克罗地亚人。据报道，他对着那名男子摇了摇手指，仿佛在说:“不要那样做”。克罗地亚人转念一想，放弃了射杀国王，然后消失在树林中；有报道称他实际上是在国王面前下跪并吻了对方的手。
瑙恩多夫继续他的突袭，士兵们四处搜寻食物并挖出当地的马铃薯作物充饥，而腓特烈和约瑟夫仍在柯尼希格列茨怒目对视。玛丽亚·特蕾西娅则已派遣考尼茨的安东秘密拜访柏林，提出休战。在第二次拜访中，她提出了一项解决方案，并最终致信远在俄罗斯的叶卡捷琳娜女皇寻求帮助。当约瑟夫发现母亲在其背后操控时，他愤而提出辞职。他的母亲则争取到了所需的协助。叶卡捷琳娜主动提出调解这场争端；如果她的协助不被接受，她愿意派遣5万军队增援普鲁士——尽管她不喜欢腓特烈，而且她和他的联盟完全是出于自卫。腓特烈于9月中旬撤出了部分兵力。10月，约瑟夫将大部分军队撤至波希米亚边境，腓特烈也将剩余的部队撤回普鲁士。分别由骠骑兵和龙骑兵组成的两支小队仍留在波希米亚，以充当冬季哨兵线；这些部队允许约瑟夫和腓特烈在他们的外交官于特申谈判时互相监视对方的军队。

### 冬季行动
作为奥地利冬季哨兵线的指挥官，达戈贝特·西格蒙德·冯·武姆泽命令威廉·克莱贝克上校率领一支小型突击队进攻迪特施巴赫村庄。克莱贝克遂带着一队克罗地亚人进村。在行动中，共有四百名普鲁士人被杀，另有四百名犯人被俘，并缴获了八面旗帜。继1778年取得对普鲁士的胜利之后，约瑟夫于1778年10月21日向武姆泽授予骑士十字级玛丽亚·特蕾西娅军事勋章。
在1779年1月1日的另一次突袭中，弗朗茨·列维内尔上校率领3200名士兵（四个营、六个中队和16门炮）攻击了楚克曼特尔，这是靠近普鲁士边境的一个西里西亚村庄，位于齐根哈尔斯以南7公里处。在那里，他与文施将军指挥的10000名普鲁士士兵作战；奥地利人决定性地击败了普鲁士人，共损失20人（负伤），而普鲁士人则损失了800人。两周后，武姆泽率五支纵队进入格拉茨伯国——其中两队是由弗朗茨·约瑟夫·金斯基少将指挥，于1月17日至18日包围了哈贝尔施韦特。当一支纵队守住隘口时，另一支纵队在帕拉维奇尼上校的带领下，攻占了这个村庄，俘虏了黑森-菲利普斯塔尔亲王、37名军官、700至1000名士兵，以及三门大炮和七面旗帜；在这次行动中，普鲁士共死伤四百余人。武姆泽则亲自率领第三支纵队袭击了上施韦德多夫的所谓瑞典碉堡。这座建筑以及哈贝尔施韦特村庄都被榴弹炮点燃焚毁。由路德维希·冯·特尔齐少将率领的其余两支纵队作为掩护，也成功击退了敌人的支援，并俘获三百名普鲁士人。与此同时，武姆泽继续在附近的吕克茨和赖内尔茨村庄驻扎。他的前线巡逻队已直抵格拉茨的外围地带，并在施韦德尼茨附近的西里西亚与普鲁士边境巡逻。哈贝尔施韦特和上施韦德多夫均遭完全摧毁。
1779年3月3日，瑙恩多夫再次率领大批步兵和骠骑兵袭击贝伯斯多夫，并俘虏了当地的全部普鲁士驻军。他于1779年5月19日获约瑟夫授予十字级玛丽亚·特蕾西娅军事勋章。

## 影响

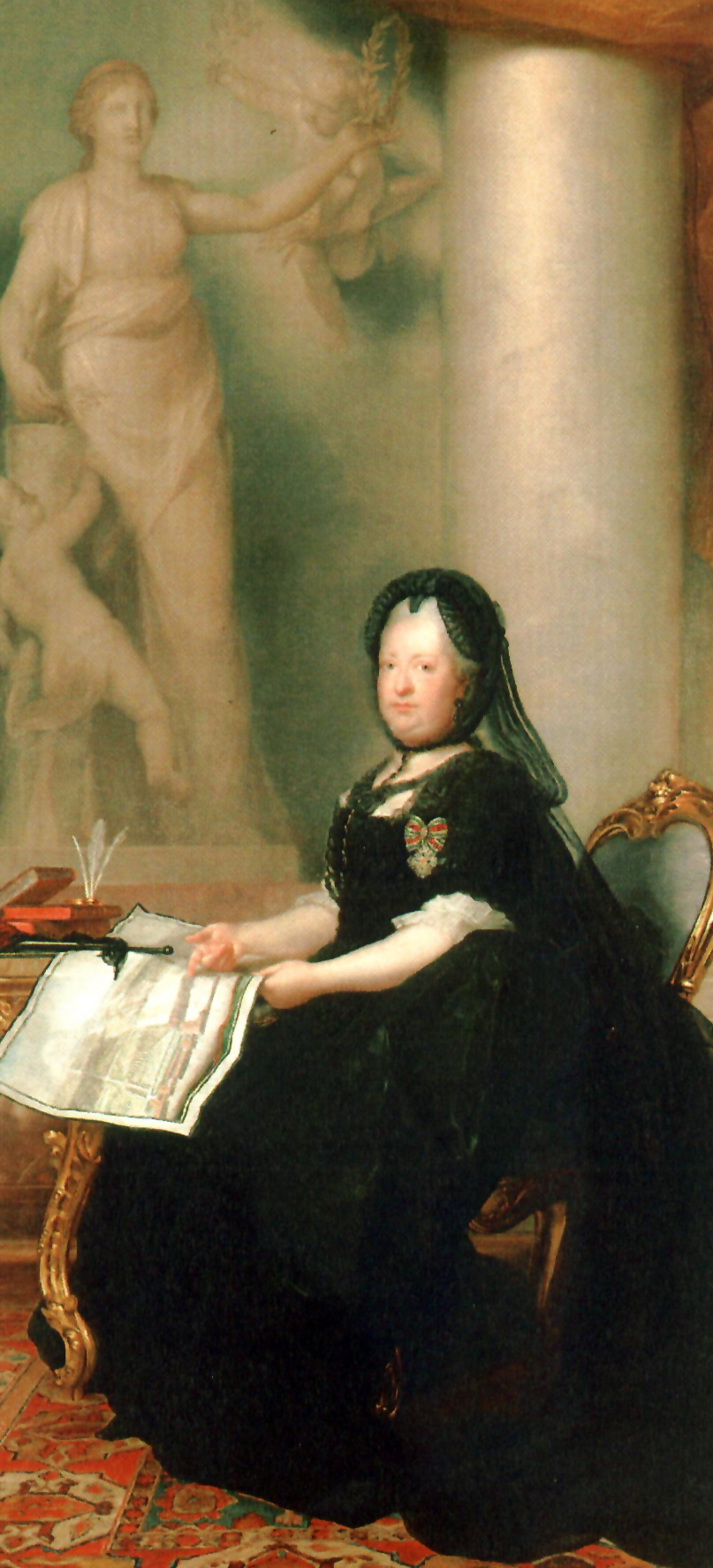
1773年的玛利亚·特蕾西娅

根据1779年5月13日签订的《特申和约》，玛丽亚·特蕾西娅将下巴伐利亚交还卡尔·特奥多尔，但保留了所谓的因河地區——这是位于因河流域、面积为2200平方公里的一个狭长地带。她和约瑟夫惊讶地发现这片小领土上竟有12万居民。萨克森从主要参战方那里获得了六百万古尔登的物质奖励，以表彰它在干预行动中发挥的作用。
巴伐利亚王位继承战争是腓特烈与玛利亚·特蕾西娅的最后一场战争，他们统治的开端和终结都伴随着彼此之间的相互争斗。尽管他们部署的军队规模是七年战争时期的三到四倍，但两位君主都没有动用各自的全部军事力量，使得这场“无战之战”显得非同寻常。虽然君主有所克制，但一些19世纪早期的伤亡估计表明，仍有成千上万的人死于饥饿或与饥饿相关的疾病。卡莱尔较为温和的估计是，大约有1万名普鲁士人死亡，可能还有1万名奥地利人死亡。迈克尔·霍奇林格估计的死亡总数约为3万人；罗伯特·坎恩没有给出伤亡人数的估计，但他认为主要的死亡原因是霍乱和痢疾。加斯顿·博达特于1915年的著作至今被视为奥地利军事损失方面的权威，他描述得很具体：有5名奥地利将军（未透露姓名）、逾12000名士兵和74名军官死于疾病。在次微行动和小规模战斗中，有9名军官和265名士兵阵亡，另有4名军官和123名士兵受伤，但并不致命。共有62名军官和2802名士兵被俘，其中137人失踪。超过3000名帝国士兵被遗弃。最终，有26名军官和372名士兵因残疾而退役。博达特还给出了普鲁士的损失数据：1名将军阵亡（未透露姓名），另有87名军官和3364名士兵战死、负伤或被俘。总体而言，他认为共损失了百分之十的战力。尽管平民肯定也遭受了饥饿和疾病的折磨，但几乎没有发现平民伤亡的情况。其它方面的破坏，例如哈贝尔施韦特及其村落被纵火烧毁的情况也层出不穷。
尽管持续时间短，但战争本身却给普鲁士造成了3300万福林的损失。对奥地利人而言，代价更高：达到6500万福林，而这个国家的年收入只有5000万福林。约瑟夫本人将战争描述为“一件可怕的事情……摧毁了许多无辜的人”。

### 作战变化
这是最后一场旧式的欧洲战争；在此战争中，双方军队保持着相当的距离安然调遣，而外交官们则在各国首都之间奔波，以解决他们的陛下之间的分歧。考虑到六个月的时间跨度，其生命及财富的代价都颇高。不过，考虑到欧洲在不足一代人之后的法国大革命战争和拿破仑战争中所经历的战争规模，此次为期六个月的交战似乎还算温和。然而，尽管历史学家常常将其视为旧制度古体方式的最后一场作战，但这次战争的要素也预示了未来的作战形式：与前一辈人相比，军队部署的规模反映出，征召、训练、装备和应付更大规模军队的能力和意愿正在显现。
战争也反映了军费开支的新高度，尤其是哈布斯堡王朝。七年战争之后，哈布斯堡军队的规模有所缩减，从1761年的201311人减少到1775年的163613人。为了准备第二次夏季战役，约瑟夫的军队又从1778年夏季的195108人增加至1779年春季的308555人。在奥地利于1779年至1792年参与第一次反法同盟战争期间，哈布斯堡王朝的军事力量从未低于20万人。有几次，为了应对奥斯曼帝国边境的需要，或者应对奥属尼德兰的叛乱，它的武装人数甚至超过了30万。此外，军队也进行了大规模的体制改革。
在地方话中，这场战争被奥地利人称为“西梅李之乱”（Zwetschgenrummel），普鲁士和萨克森人则称之为“马铃薯战争”（Kartoffelkrieg）。在欧洲战争的史料编纂中，历史学家几乎总是用“轻蔑或嘲笑的术语”来描述巴伐利亚王位继承战争，称其为“旧制度战争的典范（或者可能是讽刺）”，尽管它的名称很宏大。一些历史学家坚持认为，这场战争之所以有相关谑称，是因为人们关注的焦点在于对土地上农产品的消耗。还有人认为两军投掷的是马铃薯，而不是加农炮或迫击炮。第三种理论则认为，这场战争之所以得名，是因为它发生在马铃薯的收获季节。

### 问题重现
战争的根本问题并未得到解决：约瑟夫的外交政策决定了哈布斯堡王朝将不断扩大在德意志地区的影响力，他认为只有这样才能对抗普鲁士在帝国事务上日益增长的力量。1785年，约瑟夫再次寻求与卡尔·特奥多尔达成领土协议，重新提出用部分巴伐利亚领土交换部分奥属尼德兰领土。这一次，它将是一笔直接交易：以领土换领土，而非分割。尽管奥属尼德兰是一片富庶的地区，但也是约瑟夫的眼中刺；当地反对他的行政和官僚改革，并吞噬着他在其王国别处迫切需要的军事和行政资源。即便存在诸多问题，约瑟夫还是无法完全放弃尼德兰，所以他通过谈判促成部分领土交换，保证了他从尼德兰产权物和巴伐利亚领土上都能获得一些经济利益。
即便约瑟夫不得不放弃奥属尼德兰，这也意味着是“为了毗邻君主国的丰厚领土和政治利益，而以不可防卫的战略位置和经济责任进行交换”。茨韦布吕肯公爵——卡尔二世·奥古斯特再次对他未来可能会失去巴伐利亚感到不满，而普鲁士的腓特烈也再次伸出援手。但这一次，没有发生战争，甚至没有“马铃薯之争”。相反，腓特烈拉拢了德意志北部各邦有影响力的亲王，组建诸侯联盟，以共同向约瑟夫施压，逼迫他放弃其雄心勃勃的计划。约瑟夫的行动非但没有增加奥地利在德意志事务中的影响力，反而增加了普鲁士的影响力，使后者看似一个对抗贪婪的哈布斯堡帝国主义的保护国（这与早期的普奥对抗形成了讽刺的对比，当时腓特烈在没有正式宣战的情况下以军事力量夺取了德意志土地，导致大多数德意志邦国加入了奥地利一方）。1799年，巴伐利亚选侯国传位给了卡尔·奥古斯特的胞弟——马西米利安四世·约瑟夫，因其唯一的子嗣已于1784年去世。

## 长期影响：德意志二元化的加剧
约瑟夫十分清楚他的多民族遗产所面临的问题，以及奥地利人在神圣罗马帝国中的矛盾立场。尽管自15世纪初以来，哈布斯堡王朝及其继任的哈布斯堡-洛林家族几乎一直担任着神圣罗马皇帝一职（期间仅两次例外），但18世纪哈布斯堡政权的基础并不在于神圣罗马帝国本身，而是在东欧（家族持有广泛的产业）、亚平宁半岛和低地的哈布斯堡领地。约瑟夫或他的继任者要想在德意志各邦施加影响，便需要兼并更多的德意志领土。获得有德语臣民的中欧领土将加强奥地利在神圣罗马帝国的地位。在约瑟夫看来，只有这样才能把哈布斯堡帝国的中心转移到讲德语的欧洲中部。
至1770年代末，约瑟夫在巩固哈布斯堡王朝在中欧的影响力方还面临着重要的外交障碍。过去，当英国作为奥地利的盟友时，奥地利在战争中可以依靠英国的支持，但此时英国与普鲁士结盟。在外交革命中，法国取代英国成为奥地利的盟友，但当韦尔热讷将凡尔赛宫从其义务中免除出来时，约瑟夫发现法国人是善变的。在七年战争的大部分时间里，俄罗斯也是奥地利的重要盟友，但它却以牺牲弱小邻国为代价寻求扩张机会。在1778年，弱小邻国指的是波兰和奥斯曼，但约瑟夫完全明白在俄国眼中显得软弱的危险：哈布斯堡家族的土地很容易被精明的叶卡捷琳娜的外交利刃所瓜分。尽管如此，普鲁士的腓特烈仍然是最明确的敌人，因为他在特蕾西娅和弗朗茨统治期间始终都横在约瑟夫面前，而普鲁士在欧洲舞台上的崛起正是以哈布斯堡王朝的牺牲为代价的——首先是失去西里西亚，然后是在1750年代和1760年代（三次西里西亚战争）。约瑟夫试图统一串联其领土的不同部分，而不是统一整个德意志，并期望从巴伐利亚分裂开始，在德语系的中欧地区建立哈布斯堡王朝的霸权。
在18世纪的最后五十年里，随着波兰被瓜分，以及通过征服和外交手段进行领土置换，欧洲国家的广阔地理版图发生了急剧变化。统治者力求集中控制自己的领土，并通过立法来建立明确的边界。对于约瑟夫而言，收购或至少部分收购巴伐利亚，便能够将哈布斯堡在波希米亚和蒂罗尔的领土联结起来，从而可部分弥补奥利地因丧失西里西亚而遭受的损失。巴伐利亚的继承危机为约瑟夫提供了一个切实可行的机会，以巩固他在中欧国家的影响力，并以亟需的收入来支持他拮据的政府，以及利用德意志征兵来加强他的军队。德意志各邦的霸权值得一战，但对腓特烈而言，捍卫卡尔·奥古斯特的遗产则并不值得一战。在他执政的头几年里，他经历了足够多的战争，因此在他当权的最后二十年里，他试图维持现状，不参与任何可能破坏现状的冒险活动。如果他不得不撤出与约瑟夫军队的交战，这样的牺牲也只是暂时的。战争只是外交手段之一，在与奥地利的较量中，他可以动用其他手段。主导了接下来一个世纪统一运动的德意志二元在巴伐利亚王位继承战争中有预兆地隆隆开启。

## 脚注